# Carolina González
Carolina González – dominikańska zapaśniczka walcząca w stylu wolnym. Zajęła dziewiąte miejsce na mistrzostwach panamerykańskich w 2011. Zdobyła brązowy medal igrzyskach Ameryki Środkowej i Karaibów w 2010 roku.